# Moncheca spinifrons
Moncheca spinifrons är en insektsart som först beskrevs av Henri Saussure och Francois Jules Pictet de la Rive 1898.  Moncheca spinifrons ingår i släktet Moncheca och familjen vårtbitare. Inga underarter finns listade i Catalogue of Life.